# Linia galbenă a metroului din Lisabona
Linia galbenă (în portugheză Linha Amarela) sau Linia florii soarelui (în portugheză Linha da Linha do Girassol) este una din cele patru linii ale metroului din Lisabona.

## Stații
| Cod | Numele stației       | Distanță (km) | Distanță (km) | Legături                                       | Localitate     | Localitate |
| Cod | Numele stației       | Între stații  | Total         | Legături                                       | Localitate     | Localitate |
| --- | -------------------- | ------------- | ------------- | ---------------------------------------------- | -------------- | ---------- |
| OD  | Odivelas             |               | 0,0           |                                                | Odivelas       | Odivelas   |
| SR  | Senhor Roubado       | 1,0           | 1,0           | Terminal autobuze Senhor Roubado               | Odivelas       | Odivelas   |
| AX  | Ameixoeira           | 1,7           | 2,7           |                                                | Santa Clara    | Lisabona   |
| LU  | Lumiar               | 0,9           | 3,6           |                                                | Lumiar         | Lisabona   |
| QC  | Quinta das Conchas   | 1,0           | 4,6           |                                                | Olivais        | Lisabona   |
| CG  | Campo Grande         | 0,9           | 5,5           | - Linia verde - Terminal autobuze Campo Grande | Alvalade       | Lisabona   |
| CU  | Cidade Universitária | 0,8           | 6,3           |                                                | Alvalade       | Lisabona   |
| EC  | Entre Campos         | 1,1           | 7,4           | Linia Sintra/Fertagus (Entrecampos)            | Alvalade       | Lisabona   |
| CP  | Campo Pequeno        | 0,7           | 8,1           |                                                | Avenidas Novas | Lisabona   |
| SL  | Saldanha             | 0,7           | 8,8           | Linia roșie                                    | Avenidas Novas | Lisabona   |
| PC  | Picoas               | 0,7           | 9,5           |                                                | Avenidas Novas | Lisabona   |
| MP  | Marquês de Pombal    | 0,7           | 10,2          | - Linia albastră - Terminal autobuze Rotunda   | Avenidas Novas | Lisabona   |
| RA  | Rato                 | 0,7           | 10,9          |                                                | Santo António  | Lisabona   |

 Odivelas

 Senhor Roubado 

 Ameixoeira

 Lumiar

 Quinta das Conchas

 Campo Grande  

 Cidade Universitária

 Entre Campos  

 Campo Pequeno

 Saldanha 

 Picoas

 Marquês de Pombal 

 Rato

## Frecvență
| Orarul de vară                 | Orarul de vară                                                                                    | Orarul de iarnă                                         | Orarul de iarnă | |
| Interval orar                  | Frecvență                                                                                         | Interval orar                                           | Frecvență | |
| ------------------------------ | ------------------------------------------------------------------------------------------------- | ------------------------------------------------------- | --- | --------------------------------------------------------------------------------------------------- |
| În zilele lucrătoare           | 06:30 - 07:20 07:20 - 09:30 09:30 - 16:40 16:40 - 20:00 20:00 - 20:30 20:30 - 22:30 22:30 - 01:05 | 07' 50" 05' 05" 07' 50" 06' 10" 07' 40" 07' 25" 10' 20" | 06:30 - 07:15 07:15 - 09:30 09:30 - 10:00 10:00 - 16:40 16:40 - 17:30 17:30 - 19:00 19:00 - 19:30 19:30 - 20:00 20:00 - 21:00 21:00 - 22:00 22:00 - 01:05 | 07' 50" 04' 20" 05' 00" 05' 50"1) 11' 40"2) 04' 40" 04' 45" 06' 10" 06' 50" 08' 55" 08' 45" 10' 30" |
| În weekend și sărbători legale | 06:30 - 07:30 07:30 - 20:30 20:30 - 01:05                                                         | 08' 40' 08' 45' 10' 25'                                 | 6:30 - 07:30 07:30 - 20:30 20:30 - 01:05 | 08' 40' 08' 45' 10' 25'                                                                             |

1) Rato → Campo Grande
2) Campo Grande → Odivelas

## Cronologie
- 29 decembrie 1959: Inaugurarea rețelei originale a metroului din Lisabona, în formă de Y. Stațiile comune ale celor două ramuri: Restauradores, Avenida, Rotunda (fostul nume al stației Marquês de Pombal, unde linia se despărțea în cele două ramuri). Stațiile rețelei originale care acum aparțin liniei albastre (începând de la Rotunda): Parque, São Sebastião, Palhavã (fostul nume al stației Praça de Espanha) și Sete Rios (fostul nume al stației Jardim Zoológico). Stațiile rețelei originale care acum aparțin liniei galbene (pornind de la Rotunda): Picoas, Saldanha, Campo Pequeno și Entre Campos.
- 27 ianuarie 1963: Inaugurarea stației Rossio. Traseul ramurii principale: Restauradores – Rossio.
- 28 septembrie 1966: Inaugurarea stațiilor Socorro (fostul nume al stației Martim Moniz), Intendente și Anjos. Traseul ramurii principale: Restauradores – Anjos.
- 18 iunie 1972: Inaugurarea stațiilor Arroios, Alameda, Areeiro, Roma și Alvalade. Traseul ramurii principale: Restauradores – Alvalade.
- 15 octombrie 1988: Inaugurarea stațiilor Cidade Universitária, Laranjeiras, Alto dos Moinhos și Colégio Militar/Luz. Traseul actualei linii albastre: Rotunda – Colégio Militar/Luz. Traseul actualei Linii galbene: Rotunda – Cidade Universitária.
- 3 aprilie 1993: Inaugurarea stației Campo Grande. Traseul ramurii principale: Restauradores – Campo Grande. Traseul actualei linii galbene: Rotunda – Campo Grande.
- 15 iulie 1995: Crearea liniei albastre și a liniei galbene prin construcția unei a doua stații Rotunda. Traseul noii linii galbene: Rotunda – Campo Grande.
- 29 decembrie 1997: Inaugurarea stației Rato. Traseul liniei galbene: Rato - Campo Grande.
- 1 martie 1998: Stația Rotunda este redenumită Marquês de Pombal.
- 27 martie 2004: Inaugurarea stațiilor Quinta das Conchas, Lumiar, Ameixoeira, Senhor Roubado și Odivelas. Traseul liniei galbene: Rato - Odivelas.[2]

## Planuri de viitor
- Până la sfârșitul anului 2021 este planificată construirea a două noi stații (Santos și Estrela), care să conecteze Cais do Sodré pe Linia verde cu Rato pe Linia galbenă, creând astfel o buclă prin unirea acestor două linii.[3][4][5]